# Home Credit Bank Kazakhstan
Home Credit Bank — казахстанский коммерческий банк. Головной офис находится в Алма-Ате. Представлен 18 филиалами и 31 отделением в 18 городах Казахстана.

## Собственники и руководство
С 4 апреля 2022 года решением Совета директоров ДБ АО «Банк Хоум Кредит» на должность председателя правления назначен Кирил Бачваров. На этой должности Кирил Бачваров сменил Карела Горака, который руководил банком с 2018 года.
25 мая 2022 года казахстанский Home Credit Bank сообщил о смене акционеров: 75 % пакета акций банка было выкуплено международной инвестиционно-финансовой группой PPF во главе с Иржи Шмейцем, доля российского ООО «Хоум Кредит энд Финанс Банк» снизилась до 25 %. В настоящий момент ведётся работа по снижению присутствия российского банка в составе акционеров казахстанского Home Credit Bank.
12 декабря 2022 года Иржи Шмейц получил согласие Агентства РК по регулированию и развитию финансового рынка на статус крупного участника в АО «Home Credit Bank».
28 декабря 2022 года завершилась сделка по приобретению крупного пакета акций Home Credit Bank: CEO PPF Иржи Шмейц приобрёл 25 % пакета российского ООО «Хоум Кредит энд Финанс Банк», таким образом, увеличив свою долю в казахстанском Home Credit Bank до 34,7 %. Российский банк перестал быть акционером казахстанского Home Credit Bank.

## История
В 2005 году была основана микрокредитная организация АО «Хоум Кредит Казахстан».
В 2006 году АО «Хоум Кредит Казахстан» запущена программа денежного кредитования через сеть национального оператора связи АО «Казпочта».
В 2008 году голландская небанковская кредитная организация Home Credit B.V. приобрела долю в банке АО «Международный Банк Алма-Ата». Банк был переименован в АО «Хоум Кредит Банк».
В 2011 году зафиксировано значительное увеличение кредитного портфеля (+140 %) и было открыто 2 отделения в г. Алматы. В 2012 году совместно с ритейлером «Технодом» был запущен первый кобрендинговый проект «Техноденьги» по финансированию покупок бытовой техники и электроники в кредит на территории Казахстана. В том же году были открыты 26 отделений и 30 микроофисов банка в различных регионах страны.
В 2013 году единственным акционером банка становится российское ООО «Хоум Кредит энд Финанс Банк», в связи с этим произведена перерегистрация банка в ДБ АО «Банк Хоум Кредит». Банку присвоен долгосрочный рейтинг международным рейтинговым агентством Fitch на уровне «ВВ-» с прогнозом «Стабильный».
В июле 2014 года издается книга «Дети и Деньги» — самоучитель семейных финансов для детей школьного возраста.
В 2016 году в г. Алматы открыт контакт-центр банка с концепцией «счастливый сотрудник — счастливый клиент», в котором круглосуточно работало до 800 человек. За 6 месяцев работы контакт-центра удалось поднять продажи на 21 %, качество обслуживания повысилось на 13 %. Количество звонков, принимаемых с первого гудка, выросло до 86 %. Успешное внедрение проекта было отмечено премией «HR-бренд Центральная Азия 2016». В ноябре 2016 состоялся технический запуск услуг по кредитованию билетов в онлайн-режиме совместно с Aviata, страховой компанией Trust Insurance и страховым агентством Mega Insurance.
В 2017 году Home Credit становится лауреатом VII Конкурса годовых отчётов в номинации «Лучший дизайн годового отчёта», организованного рейтинговым агентством «Эксперт РА Казахстан» при поддержке АО «Казахстанская фондовая биржа». В мае 2017 года банк разместил свои облигации на сумму 10 млрд тенге.
В 2019 году ДБ АО «Банк Хоум Кредит» позиционировал себя в качестве семейного банка для ежедневного использования. Был разработан новый слоган Банка — «Семьи — Семьям!».
В январе 2020 года банк завоевал премию Asiamoney Best Bank Awards (организатор — Euromoney) в номинации The Best Bank For CSR 2019 (лучшие в корпоративной социальной ответственности) за вклад в повышение финансовой грамотности населения.
В феврале 2020 года банк закрыл первую сделку по привлечению синдицированного займа на сумму в 100 миллионов долларов. Синдицированный кредит был организован ПАО «Совкомбанк» (Россия), выступившим в качестве первоначального кредитора и кредитного управляющего.
В июле 2020 года ДБ АО «Банк Хоум Кредит» передал государству 130 000 медицинских масок в рамках борьбы с коронавирусной инфекцией.
В октябре 2020 года мобильный банкинг Home Credit Kazakhstan вошёл в топ-30 лучших мобильных приложений Казахстана, заняв 3 место. Среднемесячное количество сессий в приложении составило 4 083 333, а уникальных — 300 000. В декабре 2020 года банк запускает Apple Pay для держателей карт ДБ АО «Банк Хоум Кредит».
В 2021 году запущен сервис Google Pay.
28 апреля 2021 года, ко Дню работника скорой медицинской помощи Банк Хоум Кредит безвозмездно передал для медицинских сотрудников СМП 2060 комплектов медицинской униформы.
В июле 2022 года ДБ АО «Банк Хоум Кредит» сменил название на АО «Home Credit Bank».
В июле 2024 года Home Credit Bank расширил своё присутствие в Астане, открыв два новых отделения. Это увеличило общее количество точек обслуживания в столице до 14. В день открытия новых отделений в банке также провели казахский обряд «тусау кесу» для маленького Имрана – сына сотрудника Home Credit Bank.
В июле 2025 года после почти трех месяцев переговоров ForteBank объявил о покупке 100% акций Home Credit Bank (Казахстан)

## Деятельность
Казахстанский Home Credit Bank — один из лидеров в потребительском кредитовании, выдаёт кредиты только в тенге и только физическим лицам. За 17 лет клиентами банка стали более 3,7 млн человек. Финансовый институт имеет один из самых высоких показателей эффективности бизнеса в банковской системе РК: на июль 2022 года, Home Credit Bank остаётся вторым в секторе по рентабельности активов (ROA) — 7,1 % и занимает пятое место по рентабельности собственного капитала (ROE) — 29,7 %. Чистая прибыль за год составила 30,9 млрд тенге. По итогам девятого ежегодного рейтинга мобильных приложений компании Intervale Kazakhstan и Ассоциации казахстанского интернет-бизнеса и мобильной коммерции (АКИБ) мобильное приложение Home Credit Bank Kazakhstan попало в топ-10, заняв в 2022 году 3 место.